# Leptogaster pilosella
Leptogaster pilosella är en tvåvingeart som beskrevs av Hermann 1917. Leptogaster pilosella ingår i släktet Leptogaster och familjen rovflugor.
Artens utbredningsområde är Taiwan. Inga underarter finns listade i Catalogue of Life.